# China Open (9-Ball)
Die China Open (offiziell: China World 9-Ball Open) sind ein seit 2009 jährlich in Shanghai in der Volksrepublik China ausgetragenes Poolbillardturnier in der Disziplin 9-Ball.

## Modus
Gespielt wird bei den Herren zunächst im Doppel-K.-o.-System, race to 9. Sobald nur noch 32 Spieler im Turnier sind, wird dieses im K.-o.-System mit elf Breaks als Ausspielziel fortgesetzt.
Bei den Damen wird bis zum Achtelfinale im Doppel-K.o.-System gespielt. Die Ausspielziele sind in den Doppel-K.o.-Runden sieben, ab dem Achtelfinale neun Breaks.

## Preisgeld
Der Sieger des Herren-Turniers erhält 40.000 US-Dollar. Das insgesamt beim Herren-Turnier ausgeschüttete Preisgeld war bei den einzelnen Turnieren unterschiedlich. Während 2010 134.000 US-Dollar ausgespielt wurden, waren es 2014 195.200 US-Dollar.
Die Siegerin des Damen-Turniers erhält seit 2011 30.000 US-Dollar, zuvor waren es zunächst 25.000, dann 26.000 US-Dollar. Insgesamt wurde bei den Damen 2014 ein Preisgeld von 138.000 US-Dollar ausgeschüttet, 2009 hingegen nur 75.000 US-Dollar.
2024 wurde das Preisgeld wie folgt verteilt:
Herren: Men’s Prize Fund
Champion – $40,000
Runner-up – $20,000
Semi-finalists – $10,000
Quarter-finalists – $6,000
Last 16 – $3,000
Last 32 – $2,000
Total – $160,000
Damen: Women’s Prize Fund
Champion – $36,000
Runner-up – $18,000
Semi-finalists – $9,000
Quarter-finalists – $5,400
Last 16 – $2,700
Total – $115,200

## Die Turniere im Überblick

### Herren
| Jahr | Austragungsort | Sieger           | Ergebnis | Finalist        | Halbfinalisten     |
| ---- | -------------- | ---------------- | -------- | --------------- | ------------------ |
| 2009 | Shanghai       | Thorsten Hohmann | 11:5     | Niels Feijen    | Yukio Akakariyama  |
| 2009 | Shanghai       | Thorsten Hohmann | 11:5     | Niels Feijen    | Lu Hui-chan        |
| 2010 | Shanghai       | Zhang Yu Long    | 11:7     | Antonio Lining  | Lee Van Corteza    |
| 2010 | Shanghai       | Zhang Yu Long    | 11:7     | Antonio Lining  | Liu Haitao         |
| 2011 | Shanghai       | Chris Melling    | 11:3     | Hsu Kai-lun     | Niels Feijen       |
| 2011 | Shanghai       | Chris Melling    | 11:3     | Hsu Kai-lun     | Ronato Alcano      |
| 2012 | Shanghai       | Dennis Orcollo   | 11:9     | Lu Hui-chan     | Chang Yu-Lung      |
| 2012 | Shanghai       | Dennis Orcollo   | 11:9     | Lu Hui-chan     | Yukio Akakariyama  |
| 2013 | Shanghai       | Lee Van Corteza  | 11:6     | Fu Che-wei      | Omar al-Shaheen    |
| 2013 | Shanghai       | Lee Van Corteza  | 11:6     | Fu Che-wei      | Wu Jiaqing         |
| 2014 | Shanghai       | Chang Yu-Lung    | 11:5     | Jeffrey Ignacio | Chang Jung-Lin     |
| 2014 | Shanghai       | Chang Yu-Lung    | 11:5     | Jeffrey Ignacio | Carlo Biado        |
| 2015 | Shanghai       | Albin Ouschan    | 11:8     | John Morra      | Chu Bingjie        |
| 2015 | Shanghai       | Albin Ouschan    | 11:8     | John Morra      | Nick van den Berg  |
| 2016 | Shanghai       | Wu Jiaqing       | 11:4     | Cheng Yu-hsuan  | Ko Pin-yi          |
| 2016 | Shanghai       | Wu Jiaqing       | 11:4     | Cheng Yu-hsuan  | Wu Kun-lin         |
| 2017 | Shanghai       | Joshua Filler    | 11:6     | Chang Jung-Lin  | Thorsten Hohmann   |
| 2017 | Shanghai       | Joshua Filler    | 11:6     | Chang Jung-Lin  | Cheng Yu-hsuan     |
| 2018 | Shanghai       | Ko Pin-yi        | 11:9     | Jayson Shaw     | Wu Jiaqing         |
| 2018 | Shanghai       | Ko Pin-yi        | 11:9     | Jayson Shaw     | Dang Jinhu         |
| 2019 | Shanghai       | Wu Jiaqing       | 11:10    | Anton Raga      | Shane Van Boening  |
| 2019 | Shanghai       | Wu Jiaqing       | 11:10    | Anton Raga      | Eklent Kaçi        |
| 2023 | Shanghai       | Joshua Filler    | 11:5     | Anton Raga      | Wu Kun Lin         |
| 2023 | Shanghai       | Joshua Filler    | 11:5     | Anton Raga      | Wojciech Szewczyk  |
| 2024 | Shanghai       | Joshua Filler    | 11:6     | Hayato Hijikata | Naoyuki Oi         |
| 2024 | Shanghai       | Joshua Filler    | 11:6     | Hayato Hijikata | Konrad Juszczyszyn |

### Damen
| Jahr | Austragungsort | Sieger        | Ergebnis      | Finalist       | Halbfinalisten |
| ---- | -------------- | ------------- | ------------- | -------------- | -------------- |
| 2009 | Shanghai       | Tsai Pei-chun |               | Karen Corr     | Kelly Fisher   |
| 2009 | Shanghai       | Tsai Pei-chun | Fu Xiaofang   | Karen Corr     |                |
| 2010 | Shanghai       | Chen Siming   |               | Allison Fisher | Karen Corr     |
| 2010 | Shanghai       | Chen Siming   | Lin Yuan-chun | Allison Fisher |                |
| 2011 | Shanghai       | Fu Xiaofang   | 9:3           | Chen Siming    | Lim Yun-mi     |
| 2011 | Shanghai       | Fu Xiaofang   | 9:3           | Chen Siming    | Jasmin Ouschan |
| 2012 | Shanghai       | Kelly Fisher  | 9:2           | Zhou Doudou    | Fu Xiaofang    |
| 2012 | Shanghai       | Kelly Fisher  | 9:2           | Zhou Doudou    | Chen Siming    |
| 2013 | Shanghai       | Liu Shasha    | 9:8           | Chen Siming    | Allison Fisher |
| 2013 | Shanghai       | Liu Shasha    | 9:8           | Chen Siming    | Kelly Fisher   |
| 2014 | Shanghai       | Yu Han        | 9:5           | Kim Ga-young   | Liu Shasha     |
| 2014 | Shanghai       | Yu Han        | 9:5           | Kim Ga-young   | Chen Siming    |
| 2015 | Shanghai       | Kim Ga-young  | 9:6           | Fu Xiaofang    | Yu Han         |
| 2015 | Shanghai       | Kim Ga-young  | 9:6           | Fu Xiaofang    | Chen Siming    |
| 2016 | Shanghai       | Yu Han        | 9:8           | Liu Shasha     | Wang Xiaotong  |
| 2016 | Shanghai       | Yu Han        | 9:8           | Liu Shasha     | Xue Chen       |
| 2017 | Shanghai       | Chen Siming   | 9:8           | Liu Shasha     | Chezka Centeno |
| 2017 | Shanghai       | Chen Siming   | 9:8           | Liu Shasha     | Fu Xiaofang    |
| 2018 | Shanghai       | Fu Xiaofang   | 9:1           | Kelly Fisher   | Kim Ga-young   |
| 2018 | Shanghai       | Fu Xiaofang   | 9:1           | Kelly Fisher   | Liu Shasha     |
| 2019 | Shanghai       | Chen Siming   | 9:3           | Rubilen Amit   | Liu Shasha     |
| 2019 | Shanghai       | Chen Siming   | 9:3           | Rubilen Amit   | Han Yu         |
| 2023 | Shanghai       | Han Yu        | 9:7           | Liu Shasha     | Chia Hua Chen  |
| 2023 | Shanghai       | Han Yu        | 9:7           | Liu Shasha     | Pia Filler     |
| 2024 | Shanghai       | Han Yu        | 9:8           | Wang Xiaotong  | Rubilen Amit   |
| 2024 | Shanghai       | Han Yu        | 9:8           | Wang Xiaotong  | Chou Chieh-Yu  |